# Олійчук Сергій Сергійович
Сергі́й Сергі́йович Олійчу́к на псевдо ЛИСИЙ (1980—2024) — молодший сержант ЗСУ; учасник російсько-української війни.

## Життєпис
Народився 11 червня 1980 в місті Галич Івано-Франківської області. Навчався у Рогатинській загальноосвітній школі І-ІІІ ступенів № 2. Згодом здобув професійно-технічну освіту. Впродовж усього свого життя працював у будівельній сфері. У 2007-му одружився і поселився з сім'єю у Львові.
Із початком повномасштабного вторгнення РФ став на захист України. Виконував бойові завдання на Запоріжжі, Донеччині та Курщині у лавах 132-го окремого розвідувального батальйону ДШВ. За короткий відрізок часу отримав звання «молодший сержант» та посаду командира відділення.
Загинув поблизу села Лисівка Покровського району Донеччини від ворожого FPV-дрона. Похорон відбувся 13 вересня 2024 у Львові. Залишилися бабуся, мама, дружина, донька та брат.

## Нагороди
- орден «За мужність» III ступеня (25 грудня 2024, посмертно)[3]